# Óvalo de la Niue High School
El Óvalo de la Niue High School (en inglés: Niue High School Oval) es un estadio de usos múltiples en la localidad de Alofi, la capital del territorio dependiente de Niue, un estado libre asociado a Nueva Zelanda, el espacio se utiliza actualmente sobre todo para los partidos de fútbol. El estadio tiene capacidad para recibir a un aproximado de 1.000 personas. Sus inquilinos incluyen entre otros al Alofi FC y al Talava Football Club.